# Edward Gibson (polityk)
Edward Gibson (ur. 4 września 1837 w Dublinie, zm. 22 maja 1913 w Londynie) – brytyjski prawnik i polityk, członek Partii Konserwatywnej, minister w rządach lorda Beaconsfielda, lorda Salisbury’ego i Arthura Balfoura.
Wykształcenie odebrał w dublińskim Trinity College. Uczelnię ukończył w 1858 r. Był członkiem College Historical Society, a w 1883 r. został jego prezesem. W 1860 r. rozpoczął praktykę adwokacką w irlandzkiej korporacji, a w 1872 r. został Irlandzkim Radcą Królowej. W 1875 r. został wybrany do brytyjskiej Izby Gmin jako reprezentant okręgu Dublin University. W 1877 r. został członkiem Tajnej Rady Irlandii, a w 1885 r. brytyjskiej Tajnej Rady. W tym samym roku otrzymał tytuł 1. baron Ashbourne i zasiadł w Izbie Lordów.
W latach 1877–1880 był prokuratorem generalnym dla Irlandii. W 1885 r. został Lordem Kanclerzem Irlandii. Zrezygnował z tego stanowiska w lutym 1886 r., kiedy premierem został liberał Gladstone. Na swoje stanowisko powrócił po upadku tego rządu w sierpniu 1886 r. W 1892 r. Ashbourne ponownie utracił to stanowisko, kiedy liberałowie wygrali wybory parlamentarne. Odzyskał je po powrocie konserwatystów do władzy w 1895 r. i sprawował je do upadku konserwatywnego gabinetu w 1905 r.
Od 1868 r. był żonaty Frances Marie Adelaide Colles. Para miała razem czterech synów i cztery córki. Najstarszy syn, William, odziedziczył tytuł barona. Jedna z córkek Ashbourne’a, Violet, dokonała w 1926 r. nieudanego zamachu na Mussoliniego.
Lord Ashbourne zmarł w 1913 r. Jego ciało poddano kremacji w Golders Green, a prochy pochowano na dublińskim cmentarzu Mount Jerome.